# Хадеев, Ким Иванович
Ким Иванович Хадеев (1929, Минск ― 2001, Минск) ― белорусский философ, культуролог. Один из первых представителей минского андеграунда в советские годы.

## Биография
Родители: отец из кубанских казаков, мать ― старая большевичка, зав РОНО Минска.
Среднее образование получил в Мужской СШ 42 города Минска (ныне — Гимназия № 42 лауреата Нобелевской премии Ж. И. Алферова) В 1949 году был исключён с филологического факультета Белорусского государственного университета, в 1951 был арестован за «антисоветские» высказывания. Был признан невменяемым, содержался в Ленинградской тюремной психиатрической больнице (до 1954 года). После освобождения поступил в Минский педагогический институт. В 1962 снова арестован, провёл полтора года в Ленинградской тюремной психиатрической больнице.
Ким Хадеев в истории белорусского андеграунда ― достаточно незаурядная личность. Обладал обширными энциклопедическими знаниями в самых различных областях.
С середины 1950-х, нигде не работая и не являясь членом какой-либо творческой организации, оказывал определённое влияние на творческую молодежь города Минска. Эти юноши и девушки потом разъехались по разным странам и весям, став актёрами, режиссёрами, писателями. Многие, увы, не пережили своего учителя.
В его комнатке на улице Энгельса, а потом однокомнатной квартирке на улице Киселёва можно было встретить самых разных людей: от милицейского генерала до бездомного художника. Вдоль одной стены громоздилась куча книг, у другой лежал матрац с подушкой без простыни. Ещё стояли стул и стол с двумя пивными кружками, в которых заваривался чай. Сам хозяин пил его в неимоверных количествах. Питался в основном чёрным хлебом и сгущёнкой.
Существовал за счёт диссертаций: написал их за других около 50-ти, на самые различные темы: от медицины до общественных наук.
Дружил с Юлием Кимом, Львом Аннинским, Булатом Окуджавой, Юрием Айхенвальдом.
В день рождения Кима Хадеева в квартирке собиралось до 50 человек, как они там помещались ― непонятно. Асоциальность хозяина делала свободным от условностей, показывала молодёжи, что можно жить совершенно иначе, писать иначе, думать иначе.
Из окружения Хадеева впоследствии некоторые стали писателями (Пётр Кошель, Виктор Леденёв, Микола Захаренко, Гершон Трестман, Андрей Хаданович, Дмитрий Строцев, режиссёрами (Владимир Рудов, Юрий Хащеватский), общественными деятелями (Наталья Большакова — глава латвийского центра Александра Меня).
Умер от рака лёгких. Похоронен в Минске. На похороны пришло множество народа, люди разных поколений, многие вообще друг друга не знали.
Является одним из героев романа Владимира Некляева «Автомат с газировкой с сиропом и без».

## Творчество

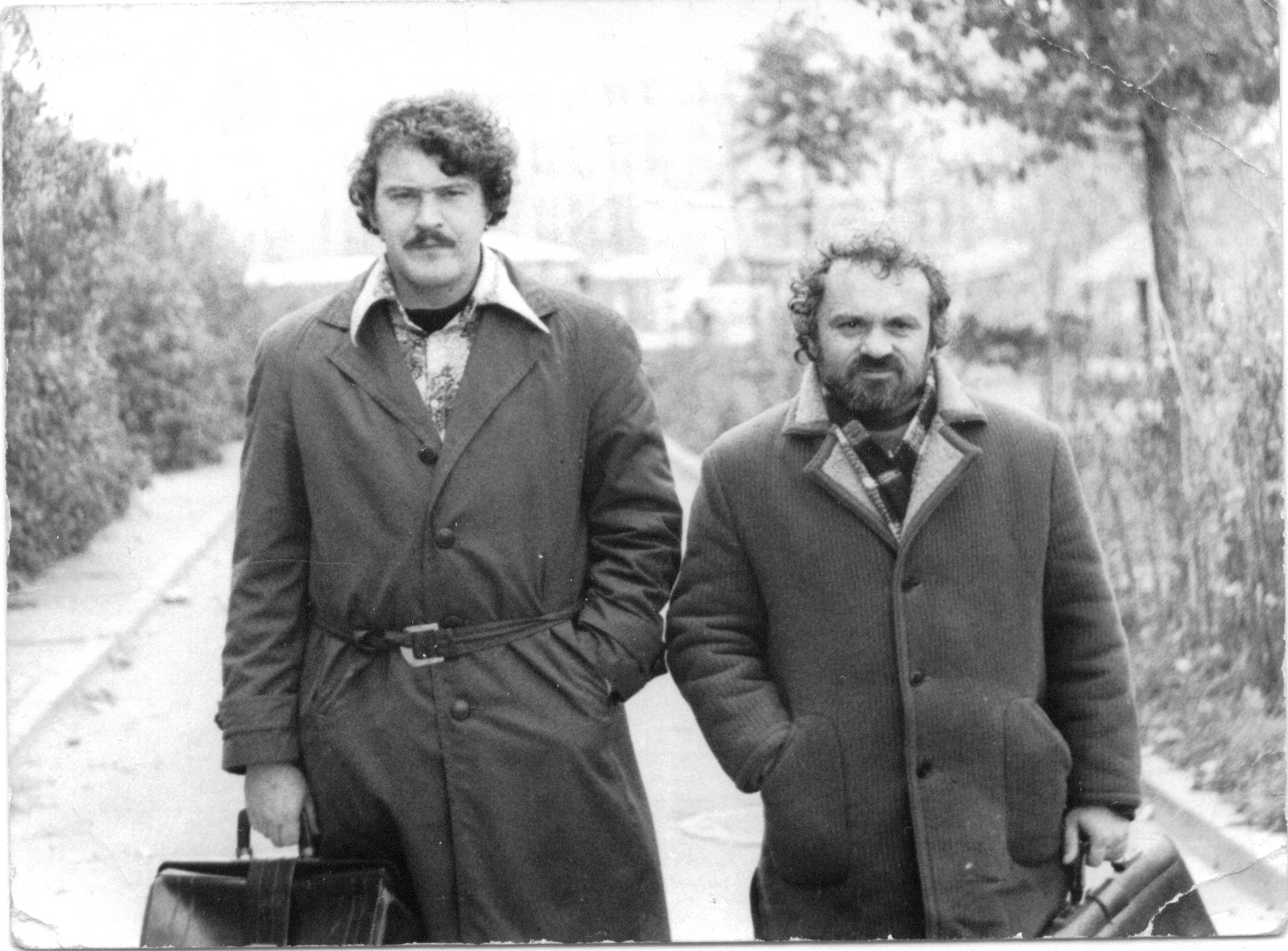
Художник Александр Антипов и Ким Хадеев

В дальнейшем Хадеев работал над теорией двоичности, или, как он определил, «навстречности», подчёркивая её отличие от взглядов М. Бахтина и М. Бубера.
Всю жизнь писал раблезианский роман-сказку, стилизованную под русский фольклор, осталась незаконченной. Первая редакция, предположительно, уничтожена автором, текст размещённый в Сети — вторая редакция, начата незадолго до смерти.
Отклонял многочисленные приглашения читать лекции, единственный раз публично выступил в посвященной ему передаче (2000 г.).
В биографических публикациях упоминают, что в 1990-х Хадеев предложил правительству Белоруссии схему кредитования экономики при нехватке валюты, и получил одобрение С. Линга. По другой версии, он разработал программу, но она не была принята. Документальных подтверждений такого сотрудничества неизвестно, возможно, это городская легенда.
В единственной опубликованной научной статье Кима Хадеева говорится о смене парадигм цивилизации и об организации общества будущего под сильным влиянием ТРИЗ. Также опубликовал отзыв на два сборника стихов Юрия Кузнецова («Дружба народов», 1975, № 3, с. 277—280). Встречаются упоминания о публикации в журнале «Дружба народов» в 1981 году.
Архив (где могут быть как черновики диссертаций, так и оригинальные рукописи по теории двоичности (или навстречности)) был взят кем-то из учеников и, по всей видимости, утрачен. На 2015 год нет никаких сведений ни о публикации рукописей, ни об их дальнейшей судьбе.